# Akansaaret
Akansaaret är öar i Finland. De ligger i sjön Pielisjärvi och i kommunen Juga i den ekonomiska regionen  Joensuu ekonomiska region  och landskapet Norra Karelen, i den sydöstra delen av landet, 400 km nordost om huvudstaden Helsingfors. Arean för den av öarna koordinaterna pekar på är 1 hektar och dess största längd är 140 meter i öst-västlig riktning.